# Tipula (Acutipula) bistyligera
Tipula (Acutipula) bistyligera is een tweevleugelige uit de familie langpootmuggen (Tipulidae). De soort komt voor in het Palearctisch gebied.